# 칼레드 바드라
칼레드 바드라(아랍어: خالد بدرة, Khaled Badra, 1973년 4월 8일 ~)는 튀니지의 은퇴한 축구 선수로, 포지션은 센터백이었다. 지난 2002년 FIFA 월드컵에서 튀니지 대표팀의 주장으로 참가하기도 했다.

## 경력
- 1996년 아프리카 네이션스컵 국가대표
- 1996년 하계 올림픽 국가대표
- 1998년 아프리카 네이션스컵 국가대표
- 1998년 FIFA 월드컵 국가대표
- 2000년 아프리카 네이션스컵 국가대표
- 2002년 아프리카 네이션스컵 국가대표
- 2002년 FIFA 월드컵 국가대표
- 2004년 아프리카 네이션스컵 국가대표

## 수상
- 1996년 아프리카 네이션스컵 준우승
- 2000년 아프리카 네이션스컵 4위
- 2004년 아프리카 네이션스컵 우승